# Papua-Nowa Gwinea na Mistrzostwach Świata w Lekkoatletyce 2017
Papua-Nowa Gwinea na Mistrzostwach Świata w Lekkoatletyce 2017 – reprezentacja Papui-Nowej Gwinei podczas mistrzostw świata w Londynie liczyła 3 zawodników, którzy nie zdobyli medalu.

## Skład reprezentacji
Mężczyźni
| Zawodnik       | Konkurencja                     | Eliminacje | Eliminacje | Półfinał | Półfinał | Finał | Finał   |
| Zawodnik       | Konkurencja                     | Wynik      | Pozycja    | Wynik    | Pozycja  | Wynik | Pozycja |
| -------------- | ------------------------------- | ---------- | ---------- | -------- | -------- | ----- | ------- |
| Ephraim Lerkin | Bieg na 400 metrów przez płotki | 52,36      | 35.        | NQ       | NQ       | NQ    | NQ      |

Kobiety
| Zawodniczka | Konkurencja        | Eliminacje | Eliminacje | Półfinał | Półfinał | Finał | Finał   |
| Zawodniczka | Konkurencja        | Wynik      | Pozycja    | Wynik    | Pozycja  | Wynik | Pozycja |
| ----------- | ------------------ | ---------- | ---------- | -------- | -------- | ----- | ------- |
| Toea Wisil  | Bieg na 100 metrów | 11,41      | 27.        | NQ       | NQ       | NQ    | NQ      |

| Zawodniczka    | Konkurencja | Eliminacje | Eliminacje | Finał | Finał   |
| Zawodniczka    | Konkurencja | Wynik      | Pozycja    | Wynik | Pozycja |
| -------------- | ----------- | ---------- | ---------- | ----- | ------- |
| Rellie Kaputin | skok w dal  | 5,59       | 30.        | NQ    | NQ      |